# Koroška
Koroška is een statistische regio in Slovenië die delen van het gebied omvat, die na 1918 van het Hertogdom Karinthië aan de SHS-Staat vielen; bovendien bevat het de gemeente Slovenj Gradec die voor 1918 niet bij Karinthië hoorde maar bij Stiermarken. De regio's vormen in Slovenië geen bestuursniveau: Slovenië kent slechts het gemeentelijke en landelijke bestuur.
Tot Koroška behoren de volgende gemeenten:
| - Črna na Koroškem - Dravograd - Mežica | - Mislinja - Muta - Podvelka | - Prevalje - Radlje ob Dravi - Ravne na Koroškem | - Ribnica na Pohorju - Slovenj Gradec - Vuzenica |

Gorenjska · Goriška · Jugovzhodna Slovenija · Koroška · Notranjskokraška · Obalnokraška · Osrednjeslovenska · Podravska · Pomurska · Savinjska · Spodnjeposavska · Zasavska